# Johann Balthasar Lorey

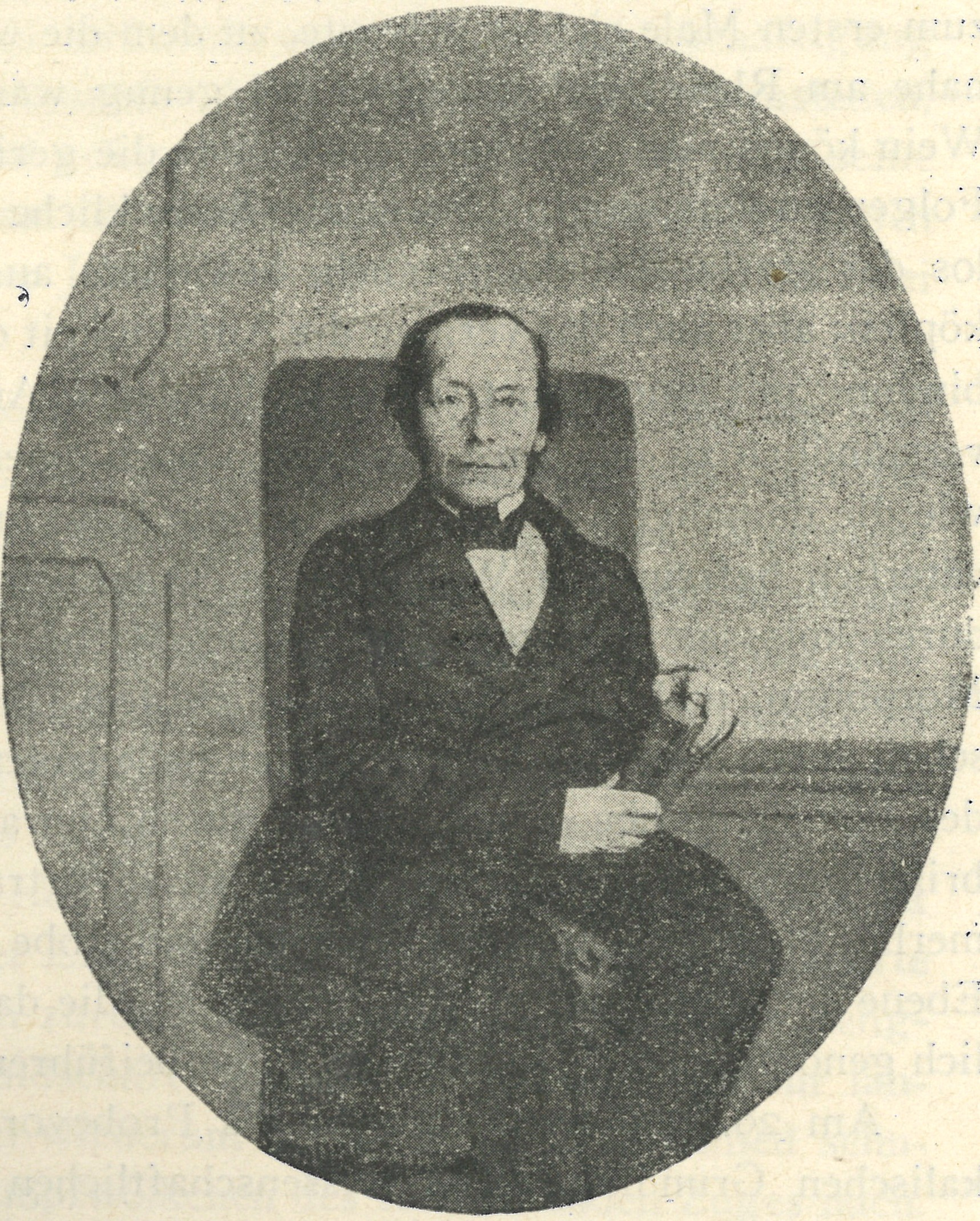
Johann Balthasar Lorey

Johann Balthasar Lorey (* 26. Juni 1799 in Frankfurt am Main; † 8. Februar 1869 ebenda) war ein Arzt und Politiker der Freien Stadt Frankfurt.
Johann Balthasar Lorey war der älteste Sohn des Bürgers und Buchbindermeisters Johann Balthasar Lorey.  Er besuchte bis 1808 die Musterschule und danach das Gymnasium. Er hatte in seiner Kindheit die Blattern überlebt, war allerdings danach dauerhaft gesundheitlich geschädigt. Daher wurde er nicht Handwerker, wie sein Vater, sondern studierte ab Ostern 1816 Medizin an der Universität Göttingen und ab Oktober 1818 an der Universität Wien. Am 8. Januar 1820 wurde zum Dr. med. promoviert. Er war danach als praktischer Arzt in Frankfurt am Main tätig. 1830 trat in Deutschland die Cholera auf. Er reiste im Auftrag des Physikats nach Berlin und Wien, um die Krankheit zu erforschen und veröffentlichte darüber eine Ausarbeitung. Während er bisher nur geringe Einkünfte hatte, stieg mit dem Ansehen auch die Patientenzahl. Ab 1833 war er auch als Armenarzt tätig. Am 5. März 1846 wurde er Arzt am Senckenbergischen Bürgerhospital und blieb dies für den Rest seines Lebens.
Er war langjähriges Mitglied im Physikalischen Verein. 29 Jahre lang machte er die astronomischen Beobachtungen, die für die Regulierung der Normaluhr notwendig waren. Der Senat der Freien Stadt Frankfurt ehrte die 25-jährige Tätigkeit 1865 mit einer goldenen Taschenuhr. 1869 wurde er Ehrenmitglied des Physikalischen Vereins. Mindestens 1855/1856 war er Vorsitzender.
Am 25. Oktober 1848 wurde er in die Constituierende Versammlung der Freien Stadt Frankfurt gewählt. Später war er auch Mitglied des Gesetzgebenden Körpers.